# Hubert Löneke
Hubert Löneke (* 27. Juni 1926 in Beller; † 28. April 2011 in Aachen) war ein deutscher Bildhauer.

## Leben und Wirken

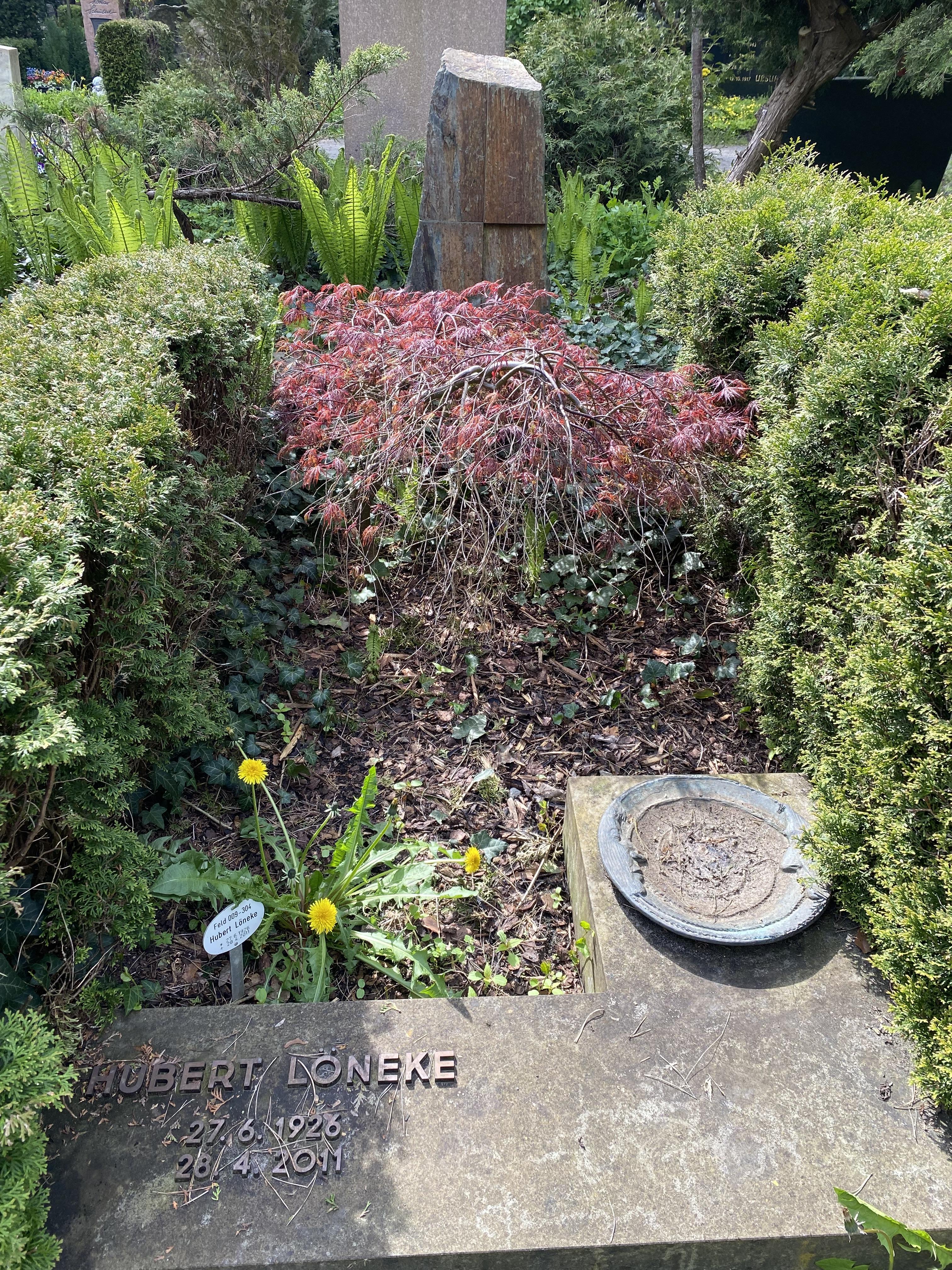
Grabstätte auf dem Waldfriedhof Dahlem (Feld 009-304)

Der in Beller, einem Stadtteil von Brakel im Kreis Höxter aufgewachsene Löneke besuchte die Kunstakademie Düsseldorf als Schüler in den Meisterklassen der Bildhauer Zoltan Székessy und Ewald Mataré. Im Anschluss an seine Ausbildung war Löneke zunächst überwiegend in Düsseldorf tätig, nahm aber auch Aufträge aus anderen Städten in Nordrhein-Westfalen an. Zwischen 1958 und 1961 wurde ein Großteil seiner Werke in den Katalog der Düsseldorfer Kunstausstellungen aufgenommen.
Etwa Anfang der sechziger Jahre zog Löneke nach Aachen, wo er zunächst in der Annastraße 12a in unmittelbarer Nähe zum Aachener Dom sein erstes Atelier errichtete. Darüber hinaus arbeitete er als Schriftsetzer und Werklehrer im Sonderschuldienst. Einige Jahre später wechselte Löneke in die Aachener Pontstraße über, wo er bis ins hohe Alter tätig blieb.
In Aachen hatte Löneke seine aktivste und erfolgreichste Zeit; zahlreiche Skulpturen im Stadtgebiet zeugen von seiner Schaffenskraft. Eine der ersten war der Türelüre-Lißje-Brunnen in der Klappergasse (1967). Bei vielen Werken wurde er von seiner Frau, der Bildhauerin und Grafikerin Krista Löneke-Kemmerling, unterstützt, die ebenfalls an der Düsseldorfer Kunstakademie bis zur Meisterschülerin studiert hatte. Von ihr stammen beispielsweise die Plastik Der Stelzenläufer (1983) und die Bronzestatuen Bauersfrau und Teufel am Eingang des Lousbergs (1985) in Aachen, aber auch das Platschhonk-Denkmal auf dem Marktplatz in Übach (1979) und das Bergarbeiterdenkmal in Palenberg (1989).
Charakteristisch für Hubert Lönekes Schaffen ist die naturalistische Ausführung seiner Skulpturen, wie es an dem Porträt des ebenfalls aus Aachen stammenden Architekten Ludwig Mies van der Rohe sowie der Büste von John F. Kennedy im Aachener Kennedypark (nahe den Säulen der ehemaligen Gelben Kaserne) gut zu erkennen ist. Aber auch typische Aachener Eigenschaften, Sagen und Gegebenheiten sind Gegenstand seiner an verschiedenen Plätzen in der Innenstadt aufgestellten Werke, denen Kritiker einen erfrischenden Zugang und dezenten Humor bescheinigen. Vor allem seine Freude an der Arbeit mit Kindern und an deren schalkhaftem Verhalten wird deutlich. Den Darstellungen Der Teufel und das Marktweib und Türelüre-Lißche liegen Aachener Sagen zugrunde. Seine Bronze-Plastik Klenkes auf dem Holzgraben widmet sich dem Klenkes, dem traditionellen Aachener Gruß dem kleinen erhobenen Finger. Er hat seinen Ursprung in der aus dem 16. Jahrhundert stammenden Aachener Nadelindustrie: mit diesem Finger wurden die Nadeln sortiert.
Zu Lönekes Œuvre zählen auch abstrakte Werke. Eines seiner Interessensgebiete war die Beschäftigung mit Zeichen, welche die archaischen Elemente Feuer, Wasser, Erde und Luft in Beziehung setzen.
Löneke wurde 2011 auf dem Waldfriedhof Berlin-Dahlem bestattet.

## Ausstellungen (Auswahl)
- 1958: Winterausstellung der bildenden Künstler von Rheinland und Westfalen im Kunstpalast Düsseldorf
- 1959: Winterausstellung der bildenden Künstler von Rheinland und Westfalen im Kunstpalast Düsseldorf
- 1960: Winterausstellung der bildenden Künstler von Rheinland und Westfalen im Kunstpalast Düsseldorf
- 1961: Große Düsseldorfer Kunstausstellung
- 1965: Plastiken und Grafiken 1960–1965, Suermondt-Ludwig-Museum, Aachen
- 2006: Atelierhaus Aachen

## Werke (Auswahl)
- Zibomo (Ziegenbockmontag)-Denkmal, Münster-Wolbeck, 1959[4]
- Porträt Ludwig Mies van der Rohe, Bronze, Aachen[5]
- Büste John F. Kennedy, aufgestellt im nach ihm benannten „Kennedypark“ in Aachen, 1966[6]
- Türelüre-Lißje-Brunnen, Aachen, 1967
- Klenkes-Denkmal, Aachen, 1970
- Tien Anton-Denkmal, Dülken, 1980[7]
- Rochusdenkmal (St. Rochus hilft einem Pestkranken), Steinheim (Westfalen), 1983[8]
- Doemjrof, Hermann-Heusch-Platz, Aachen, 1983[9]
- Kiepenträgerdenkmal, Breyell, 1984
- Wunderknabe, Baesweiler, 1984
- Printenmädchen, Büchel – Ecke Körbergasse, Aachen, gestiftet von Leo van den Daele, 1985
- Rathausbrunnen, Brakel, 1988
- Fußballzuschauer der Borussia Mönchengladbach, Willich, 1990[10]
- Marktfrauen, Letmathe, 1991
- Gäßestrepperbrunnen, Bitburg, ohne Jahresangabe[11]

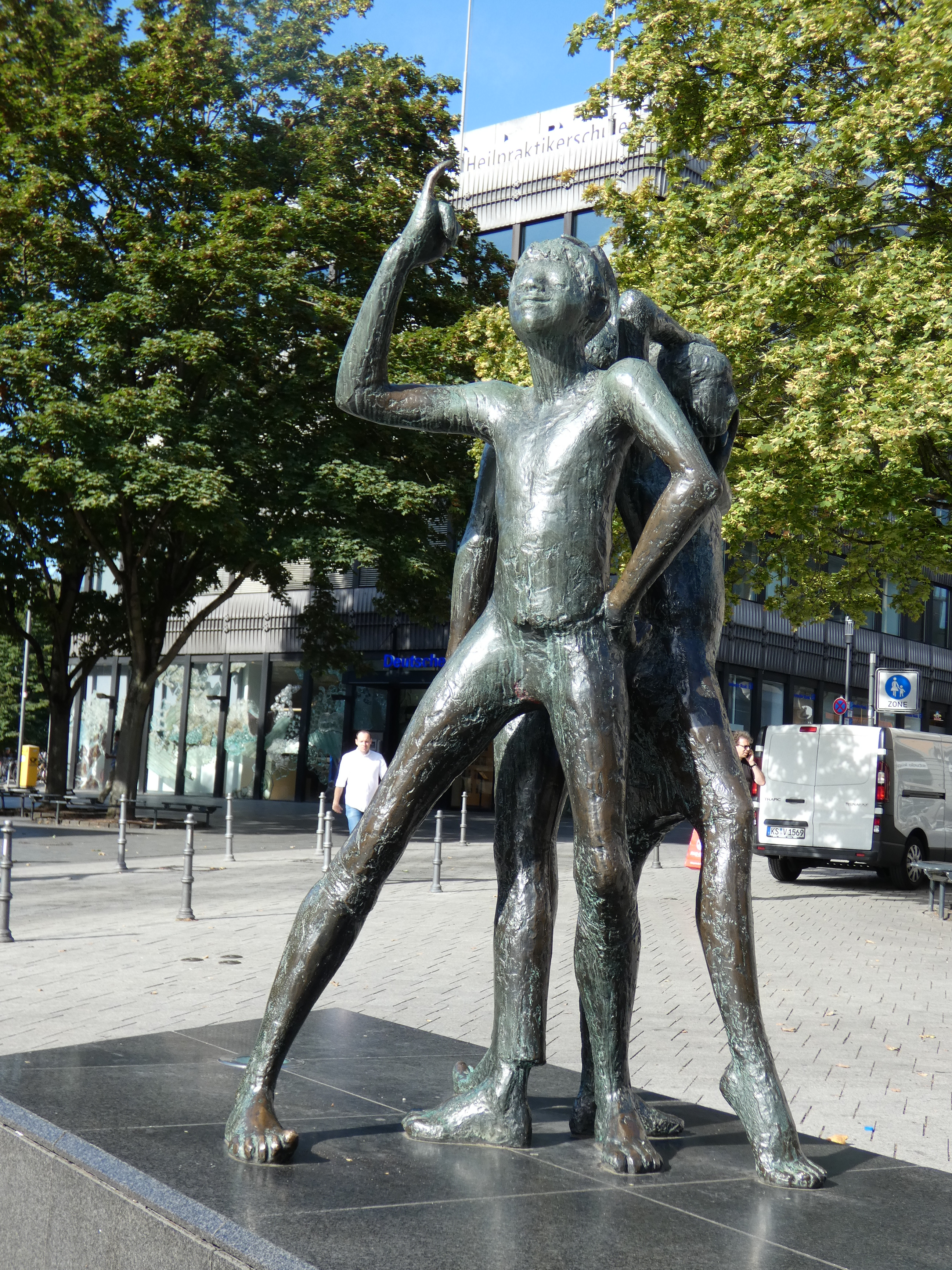
Klenkes-Denkmal
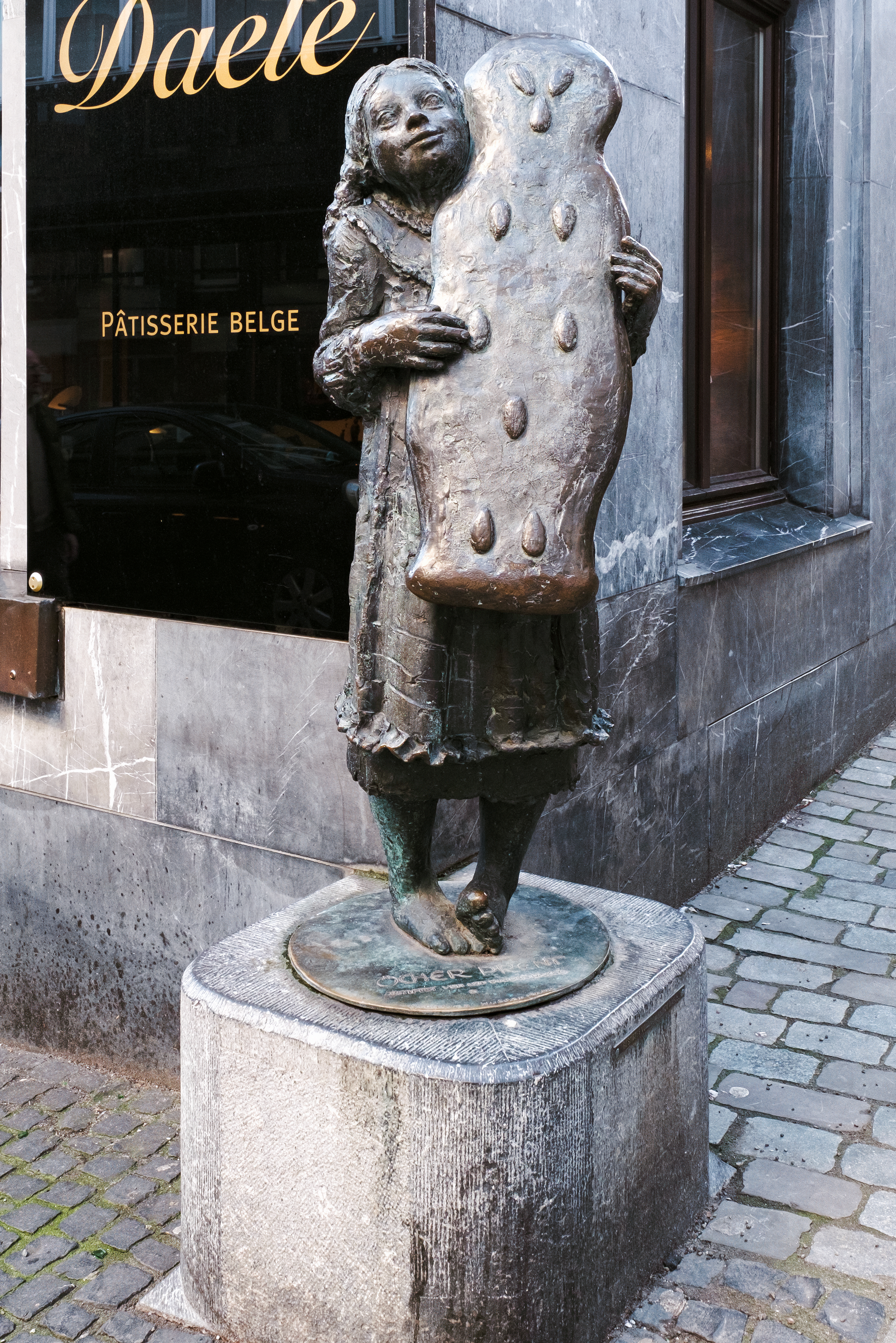
Printenmädchen, Inschrift: Öcher Prent.
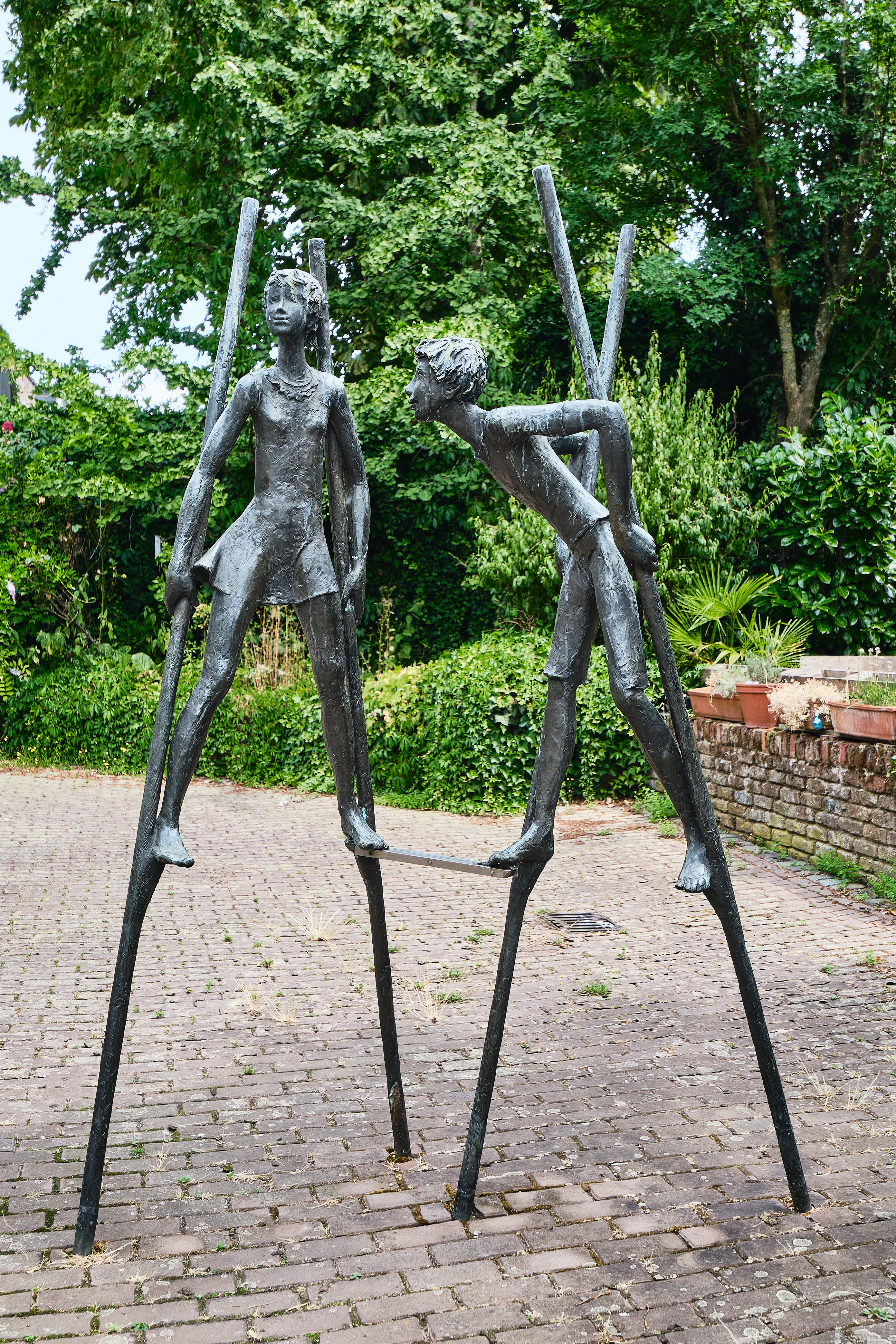
Krista Löneke-Kemmerling: Stelzenläufer
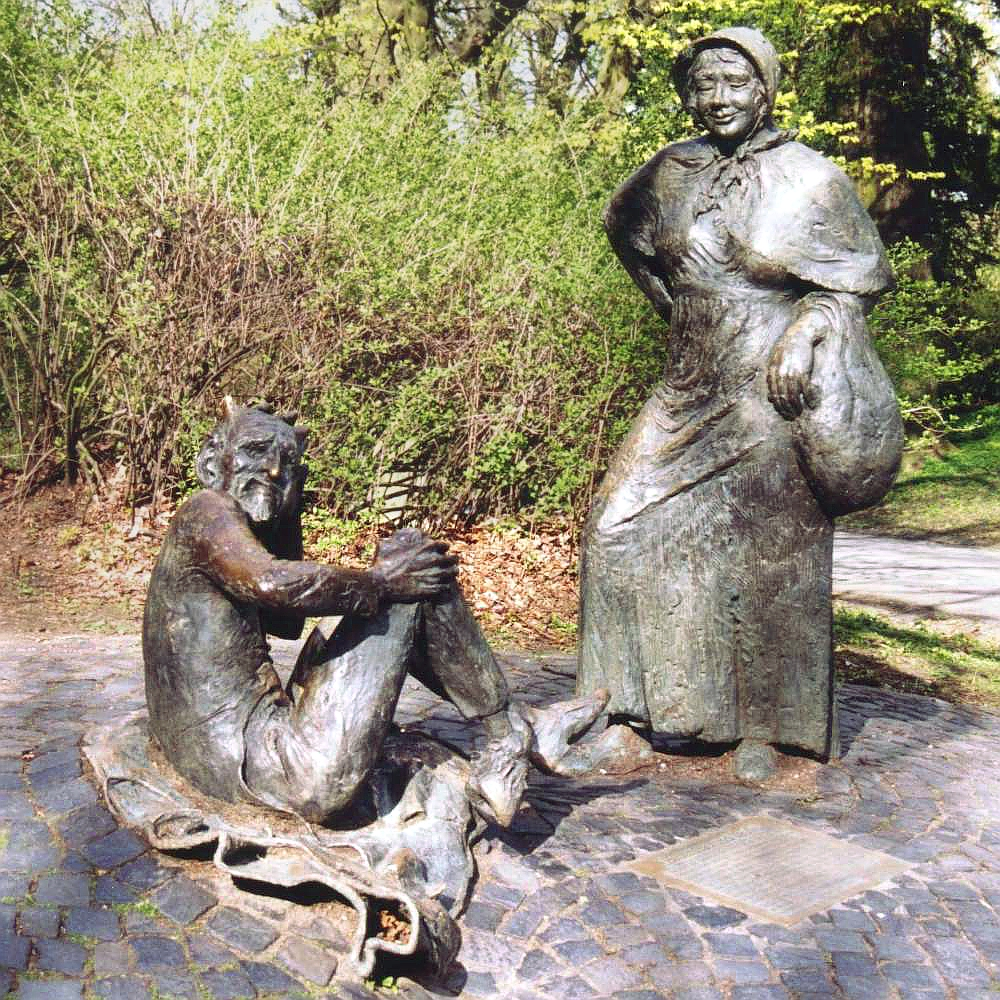
Krista Löneke-Kemmerling: Der Teufel und das Marktweib
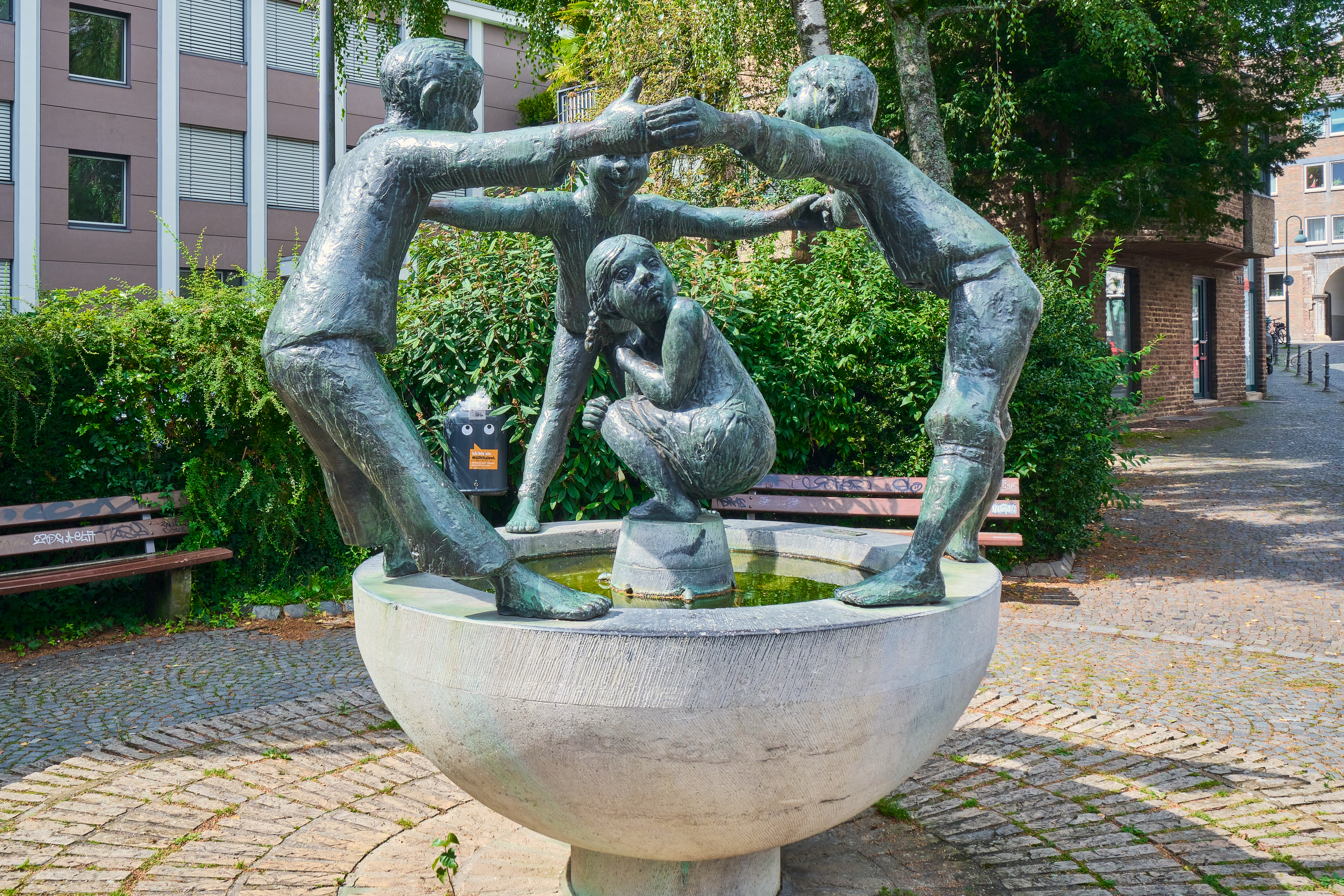
Türelüre-Lißje-Brunnen